# Trinajst kolonij
Trinajst kolonij je skupno ime za kolonije v Britanski Severni Ameriki, tam, kjer je zdaj regija Vzhodne obale Združenih držav. Ustanovljene so bile z različnimi nameni. Nekateri ljudje so menili, da bodo zaslužili veliko denarja z novimi dobrinami v Ameriki, ki jih ni bilo mogoče najti v Evropi, kot je tobak. Drugi so odšli, da bi našli svobodo veroizpovedi ali preprosto za nov začetek. Nekateri so želeli prevzeti oblast in spremeniti stvari, ki jim niso bile všeč doma v Angliji.
Prva kolonija je bila Virginija, ki je bila ustanovljena leta 1607 v Jamestown, Virginia. Zadnja kolonija med trinajstimi, ki je bila ustanovljena, je bila Georgia leta 1732.
Trinajst kolonij (naštete od severa proti jugu):
- New Hampshire
- Massachusetts
- Rhode Island
- Connecticut
- New York
- New Jersey
- Pennsylvania
- Delaware
- Maryland
- Virginia
- Severna Karolina
- Južna Karolina
- Georgia

Kolonije so pogosto razdeljene v tri skupine. Severna skupina se je imenovala Nova Anglija in je vključevala New Hampshire, Massachusetts, Rhode Island in Connecticut.
Štiri Srednje kolonije so bile: New York, New Jersey, Pensilvanija in Delaware.
Južni del je imel pet kolonij: Maryland, Virginija, Severna Karolina, Južna Karolina in Georgia.
Nova Anglija je imela majhne kmetije in se osredotočala na ribolov, gozdarstvo, ladjarstvo ter majhno industrijo za zaslužek.
Južni del je imel velike plantaže, ki so gojile tobak in kasneje bombaž. Plantaže so najprej obdelovali neplačani delavci, oz. služabniki za določen čas, ki so delali več let v zameno za prevoz v Ameriko in zemljo. Kasneje so jih nadomestili sužnji.
Srednje kolonije so imele kmetije srednje velikosti. Imeli so tudi ljudi iz mnogih različnih kultur s številnimi različnimi prepričanji.
Vse tri regije so bile povezane z »atlantskim gospodarstvom«. Kolonisti so gradili trgovske ladje, trgovci pa so trgovali s sužnji, kmetijskimi izdelki, zlatom, ribami, lesom in proizvedenimi izdelki med Ameriko, Zahodno Indijo, Evropo in Afriko.
Po francosko-indijanski vojni je Združeno kraljestvo uvedlo nove davke in druge zakone za poplačilo stroškov obrambe kolonij v sedemletni vojni, ki so razburili nekatere ljudi v kolonijah. To je pripeljalo do vojne med Združenim kraljestvom in kolonijami - Ameriška revolucijska vojna. Kolonije so navedle razloge, zakaj so želele postati neodvisne od Združenega kraljestva 4. julija 1776 v Deklaraciji neodvisnosti in postale po uspešni vojni za samostojnost znane kot Združene države Amerike.